# Tricholosporum tetragonosporum
Tricholosporum tetragonosporum är en svampart som först beskrevs av René Charles Maire, och fick sitt nu gällande namn av Contu & Mua 2000. Tricholosporum tetragonosporum ingår i släktet Tricholosporum och familjen Tricholomataceae.   Inga underarter finns listade i Catalogue of Life.